# Toseigusoku

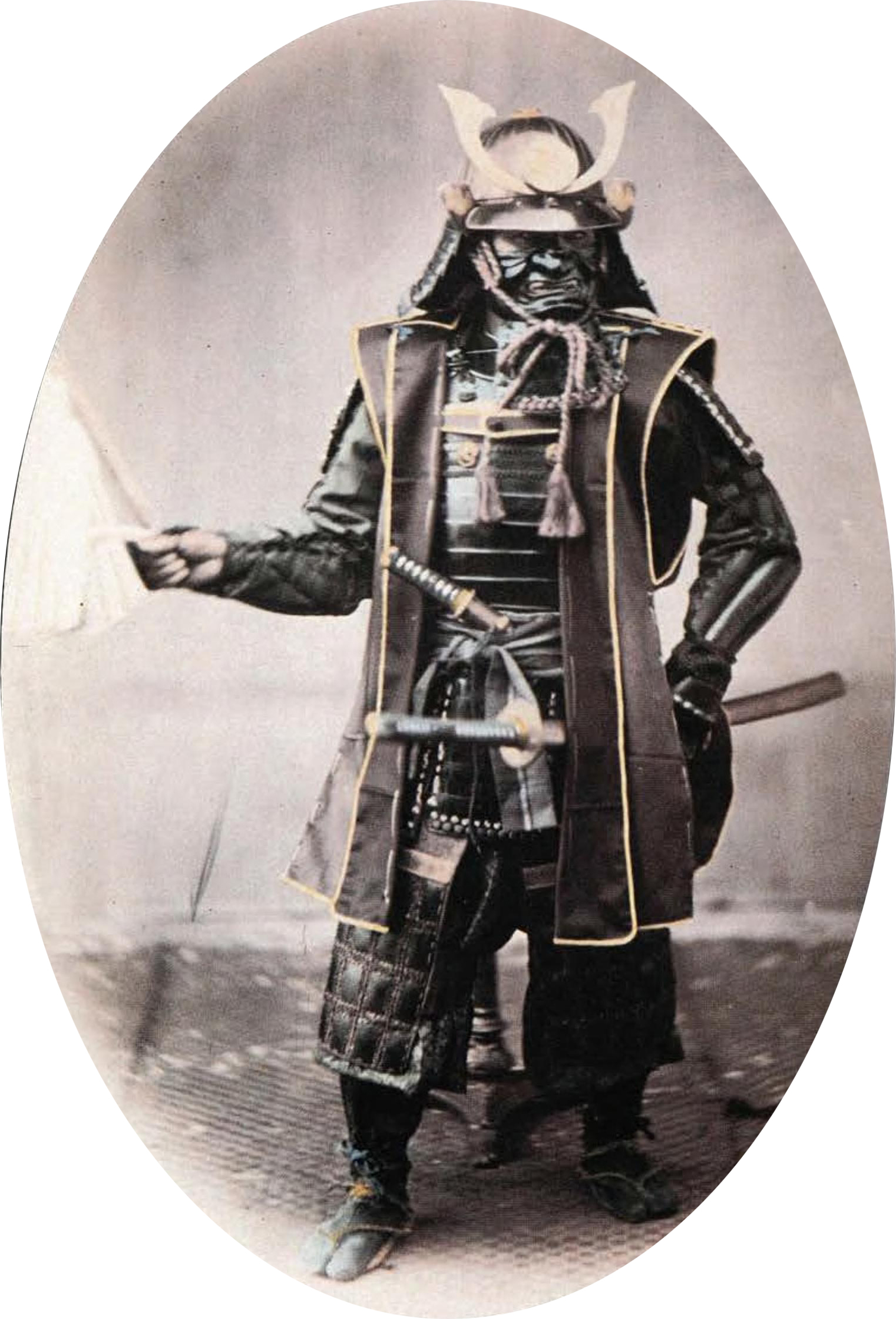
Samuraj i full rustning

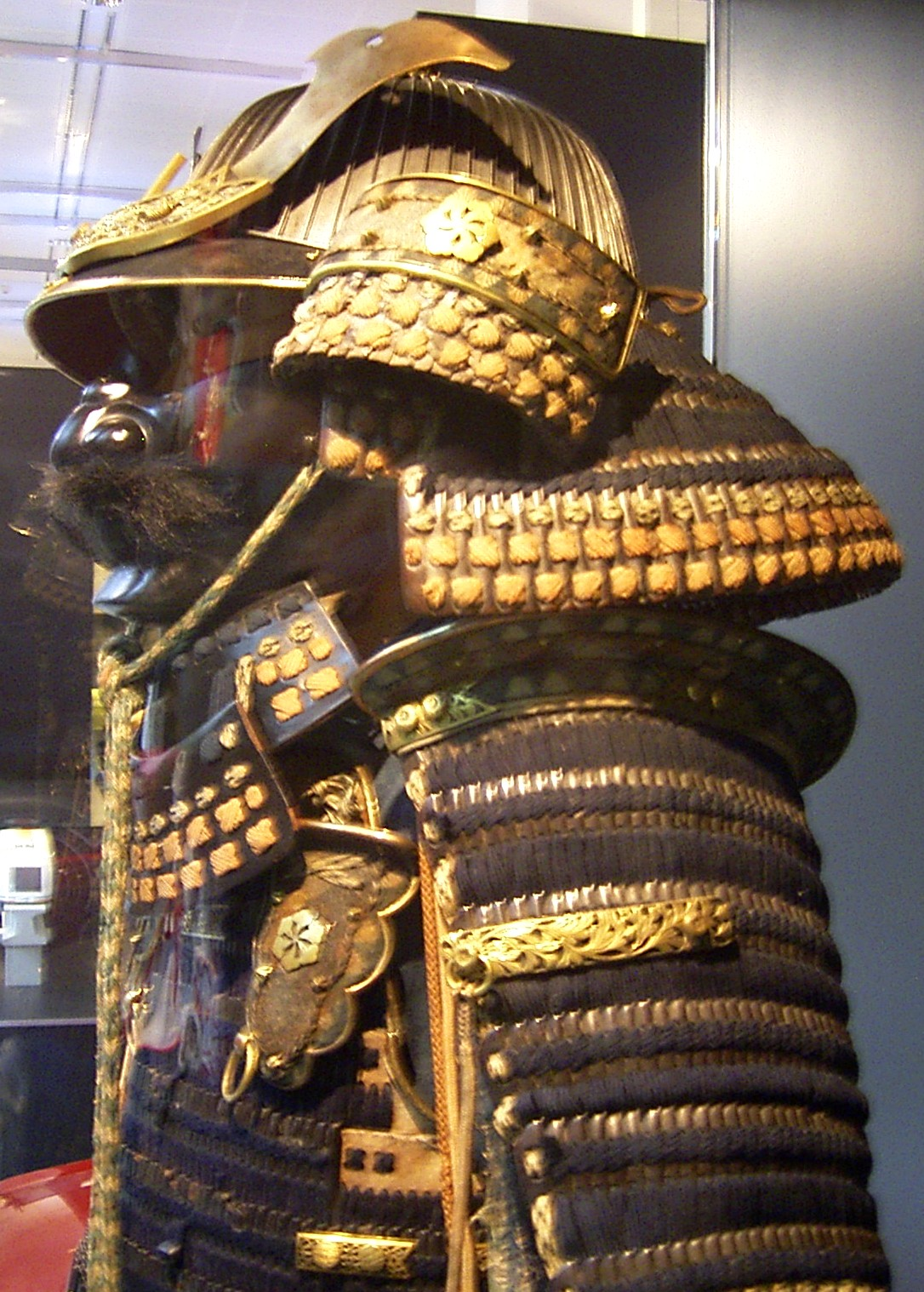
Japansk infanterirustning, tidigt 1800-tal

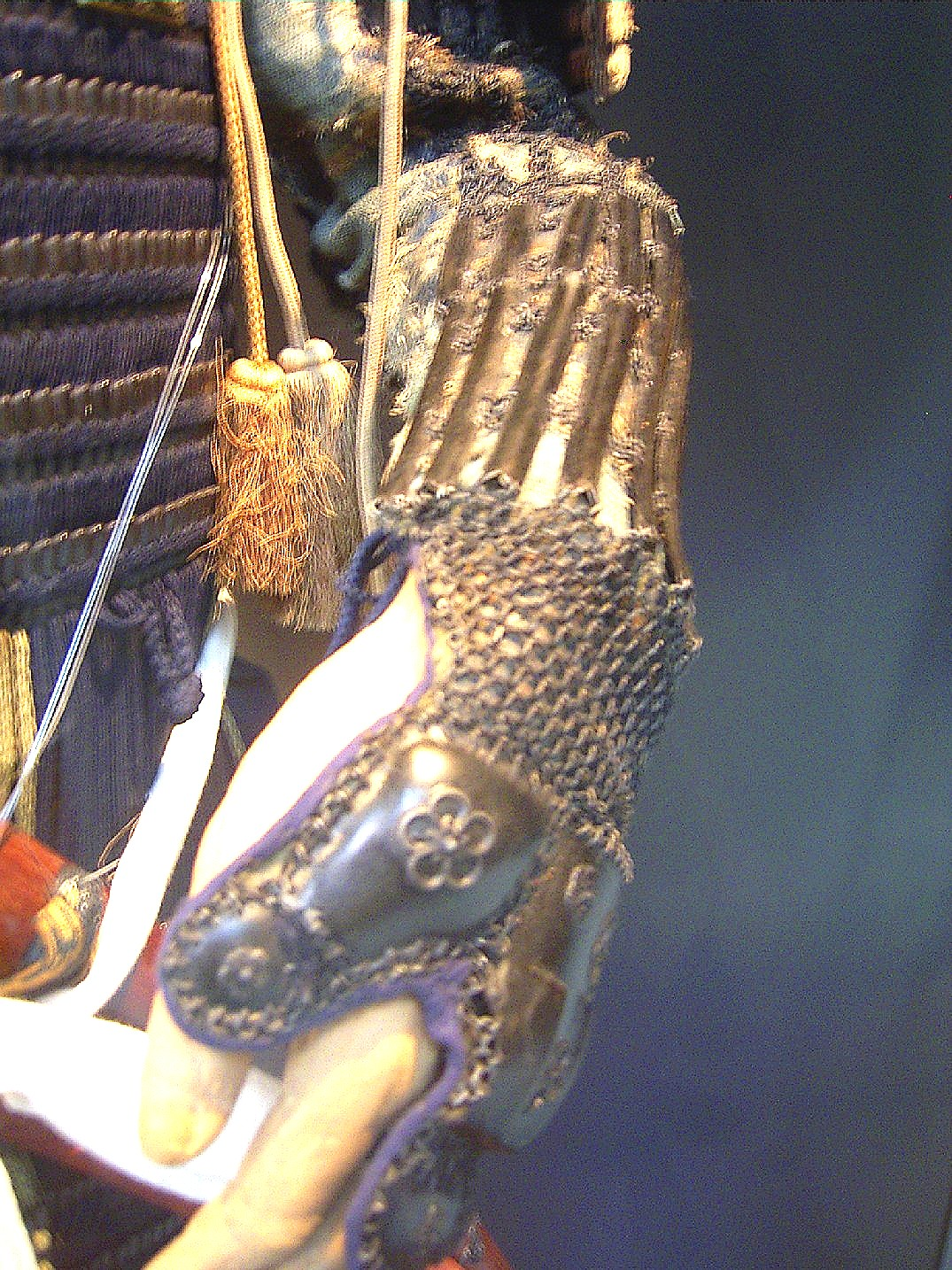
Armskydd

Tōseigusoku (当世具足), ibland bara gusoku, var den ridande samurajens typiska rustning under det japanska inbördeskriget (1500-talet).

## Ursprung
Tōseigusokun utvecklades ur de tidigare rustningstyperna haramaki och dōmaru, som var anpassade för krigföring på fot. Tillverkningsmetoderna var modernare, bland annat fästes plattorna i gusokun ihop med hjälp av gångjärn. Visst inflytande från europeiska rustningar kan också noteras. Namnet tōseigusoku betyder på äldre japanska "modern rustning", men kom att bli i stort sett synonymt med samurajrustning längre fram.

## Konstruktion

### Itazane
Medan den äldre rustningstypen dōmaru var uppbyggd av små läder- eller metallplattor (kozane) sammanbundna med trådar i varje sida, byggdes gusokun upp av avlånga metallplattor (itazane). Detta underlättade tillverkning men minskade samurajens rörlighet, vilket förklarar att denna metod började användas först när soldaten i högre grad blev hästburen. Samtidigt är itazanekonstruktionen tåligare. 
Samurajer stred ursprungligen till häst, men det var endast högt uppsatta samurajer som red.

### Chōtsugai
För att förhindra att rustningen blev alltför stel eller svår att i- och avklädas, ledades rustningen med hjälp av enkla gångjärn (chōtsugai). Antalet leder varierade mellan 2 och 6. Rustningarna kategoriserades ofta efter antalet leder, vanligast förekommande var 2 och 5.

### Dō
För att skydda bättre förlängdes rustningen jämfört med dōmarun. Förlängningen gjordes oftast i enklare material eller med enklare metoder, till exempel med stora metallplattor. Dessa kunde utsmyckas i enlighet med bärarens smak och stil.

### Erimawashi, kobire
Extra skydd för nacke och axlar.

### Gattari, ukezutsu, machiuke
Under sengoku-tiden ökade antalet trupper på slagfälten, och för att urskilja vilken fraktion eller vilket förband en officer tillhörde försågs han med en slags stridsflagga. Gusokun hade fästen för "flaggstången" på ryggen.

### Kogusoku
Detta "underställ" skyddade armar, ben och andra delar av kroppen som inte täcktes av rustningen. Genom "lillrustningen" slapp dessutom bäraren att känna den tunga och hårda rustningen direkt mot huden.

### Kabuto
Hjälmen skyddade huvud och ansikte. Under sengoku-tiden gjordes stora tekniska framsteg inom hjälmtillverkningen, men även förenklingar som verkade i motsatt riktning. Samurajens hjälm smyckades ofta rikligt. Se vidare separat artikel.